# Nouvion-le-Vineux
Nouvion-le-Vineux ist eine französische Gemeinde mit 143 Einwohnern (Stand 1. Januar 2022) im Département Aisne in der Region Hauts-de-France (vor 2016 Picardie). Sie gehört zum Arrondissement Laon und zum Kanton Laon-2.

## Geografie
Die Gemeinde Nouvion-le-Vineux liegt sieben Kilometer südlich von Laon. Nachbargemeinden von Nouvion-le-Vineux sind Chivy-lès-Étouvelles im Norden, Presles-et-Thierny im Osten, Lierval im Südosten, Monampteuil im Südwesten sowie Laval-en-Laonnois und Étouvelles im Westen.

## Bevölkerungsentwicklung
| Jahr                       | 1962 | 1968 | 1975 | 1982 | 1990 | 1999 | 2006 | 2015 | 2022 |
| Einwohner                  | 94   | 103  | 123  | 162  | 188  | 169  | 163  | 162  | 143  |
| Quellen: Cassini und INSEE |      |      |      |      |      |      |      |      |      |

## Sehenswürdigkeiten
- Kirche Saint-Martin, Monument historique seit 1862
- Schloss Nouvion
- ehemaliges öffentliches Waschhaus (Lavoir)

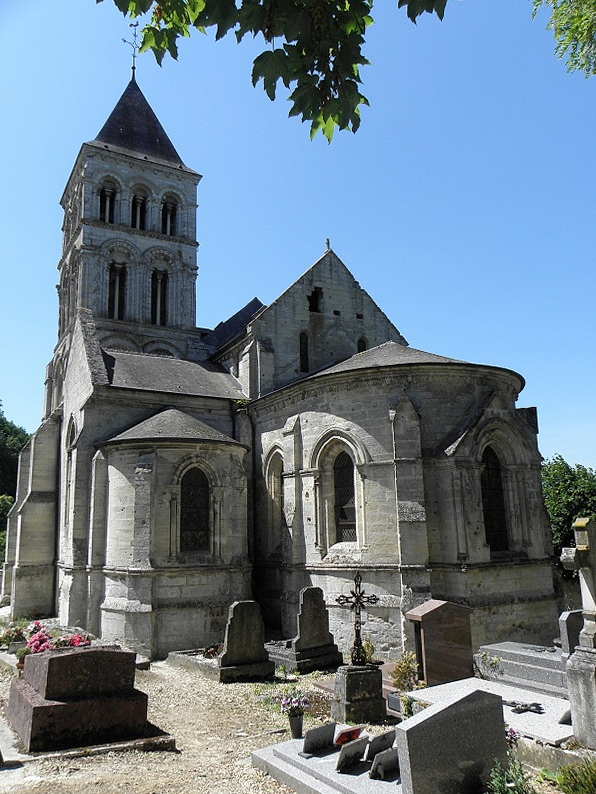
Kirche Saint-Martin
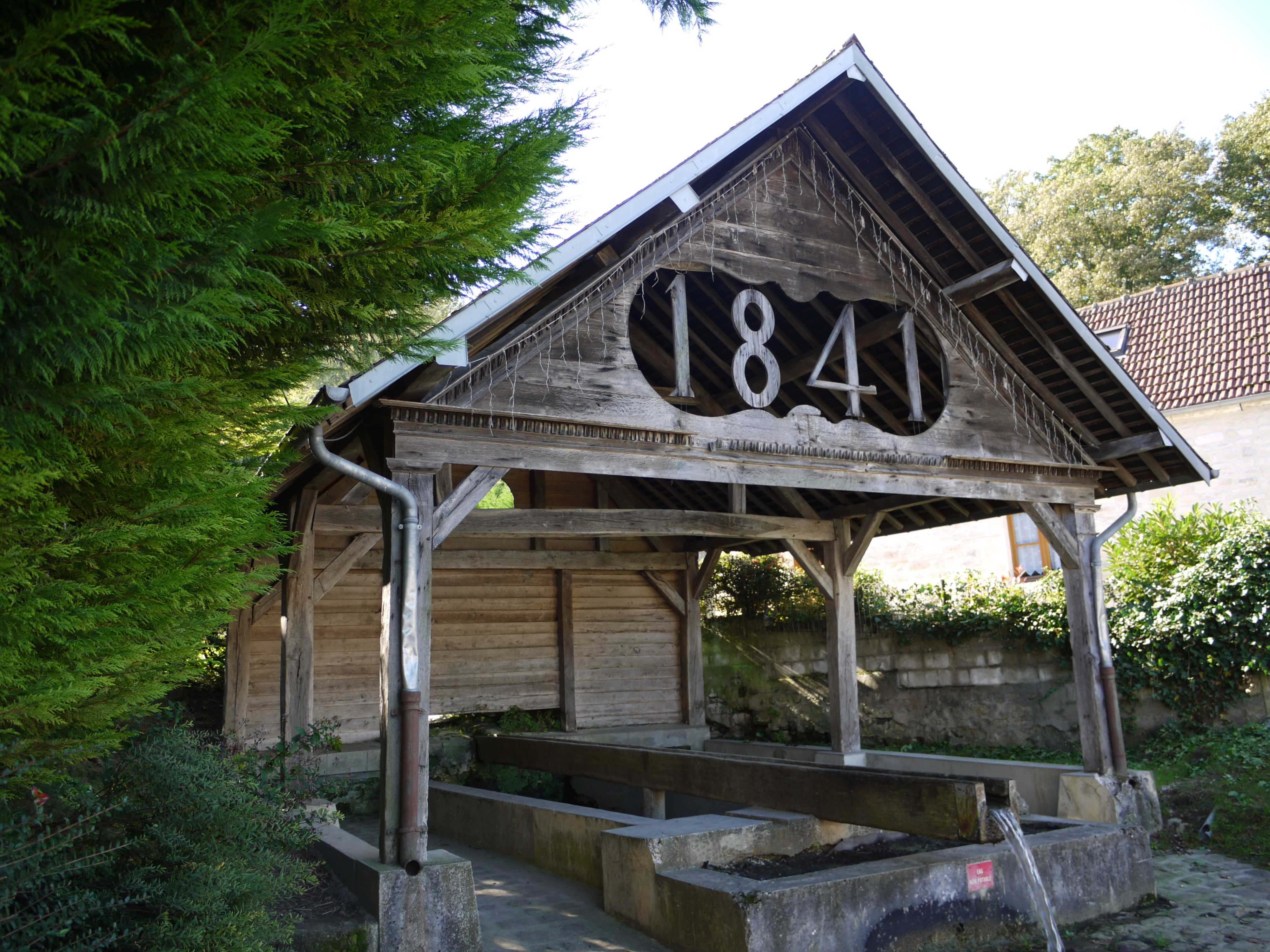
Lavoir